# Ben 10-afsnit
Dette er lister over afsnit af Ben 10
- Afsnit af Ben 10 (tv-serie fra 2005)
- Ben 10: Alien Force-afsnit
- Ben 10: Ultimate Alien-afsnit
- Ben 10: Omniverse-afsnit
- Afsnit af Ben 10 (tv-serie fra 2016)